# كابي بارا غيمز
كابي بارا غيمز (بالإنجليزية: Capybara Games)‏، هي شركة كندية لإنتاج وتطوير ألعاب الفيديو، أسست سنة 2003 في مدينة تورونتو.

## المواقع الخارجية
- الموقع الرسمي
 (الإنكليزية)
- Official Capy forums